# Bildstock (Premich, Wollbacher Straße)

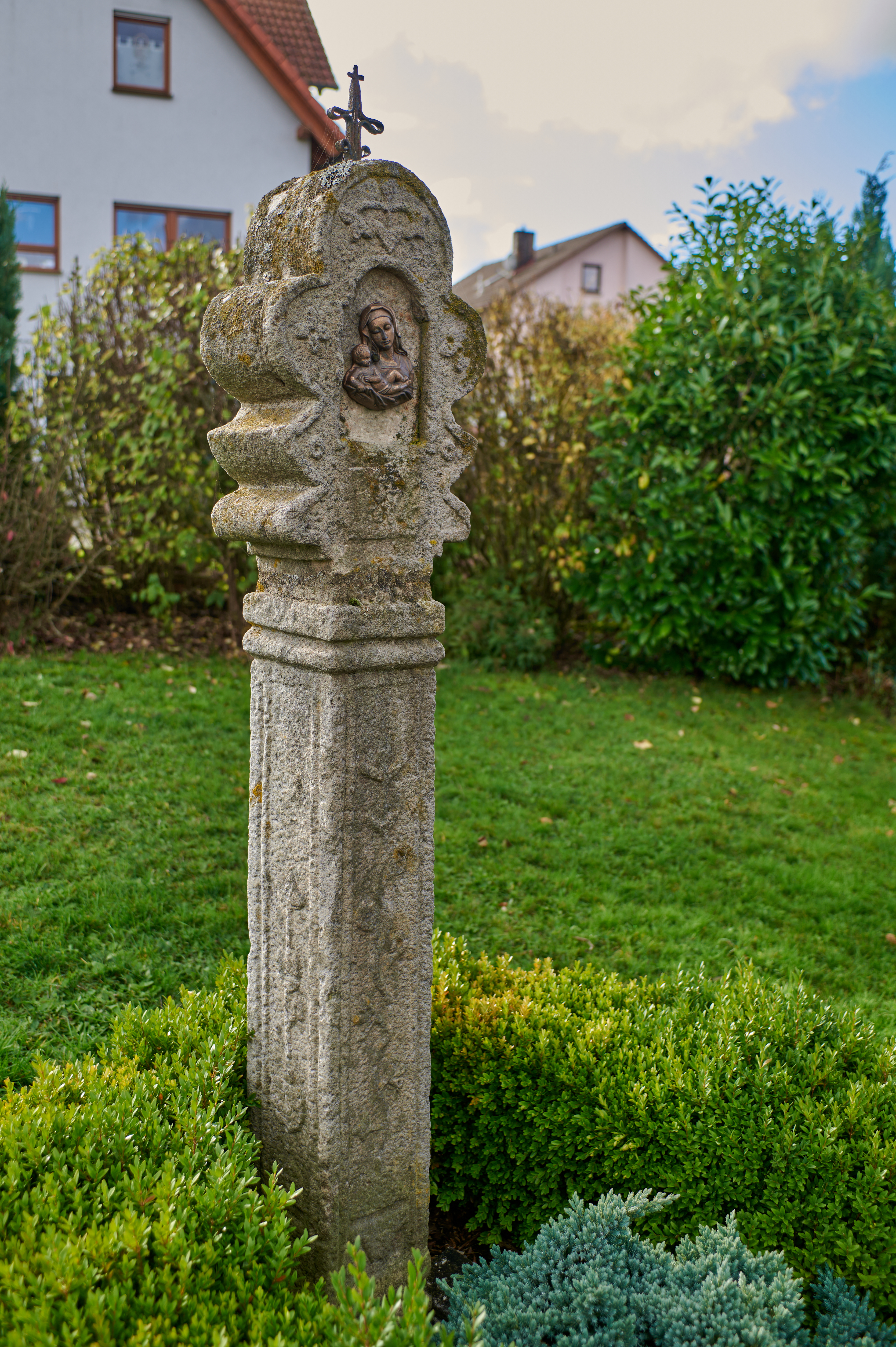
Bildstock in Premich, Wollbacher Straße

Der Bildstock Wollbacher Straße befindet sich in Premich, einem Gemeindeteil des Marktes Burkardroth im unterfränkischen Landkreis Bad Kissingen in Steinberg in der Steinbergstraße an der Abzweigung nach Wollbach und in die Bayernstraße.
Der Bildstock gehört zu den Baudenkmälern von Burkardroth und ist unter der Nummer D-6-72-117-88 in der Bayerischen Denkmalliste registriert.

## Beschreibung
Der 207 cm hohe Bildstock besteht aus grauem Sandstein und entstand im Jahr 1826.
Der Bildstock ist ein Monolith mit abgebrochener und wieder aufgesetzter Tafel, der auf einem versenkten Fundament steht. Der 29 cm hohe Sockel hat die Abmessungen 20 cm × 20 cm. An der Schauseite befinden sich ausgesparte Zierfelder mit einer Inschrift in lateinischen Großbuchstaben:

„GESTIEFD

ADAM“

Sockelabschluss mit Wulst (3 cm), Schaftbeginn mit Wulst (5 cm). Der 1 m hohe Schaft hat die Abmessungen 20 cm × 20 cm und ist mit gerahmten Zierfeldern ausgestattet.
Die Schaftzier besteht aus Blumengebilden, die sich nach oben ranken und aus glockenförmigen Symbolen herauswachsen. An der linken Seite bilden zwei dieser Gebilde eine Sanduhrform, aus der eine Pflanze wächst.
Der Schaft wird oben durch einen Wulst (3 cm), der hervorkragt (S = 22 cm) und eine Platte (4 cm) abgeschlossen. Die 62 cm hohe Tafel (Breite von unten nach oben 36/36/37/25/39 cm, Tiefe 15 cm) sitzt auf einer 5 cm hohen Plattenkonsole (S = 19 cm). Die Tafelform besteht oben aus einem Kleeblatt; dann folgt eine Engstelle mit ausschweifendem Wedel und dann eine weitere Engstelle mit ausschwingender Rollwerkimitation.
Auf der Schauseite befindet sich eine Nische, darüber eine Dreierpalmette als stilisierte Blume, dann links und rechts je ein Kreuz und unten zwei Knubben. Die Konsole trägt die Inschrift „1826“. Der Bildeinsatz zeigt Maria mit Kind. Die Bekrönung besteht aus einem 15 cm hohen Kreuz aus Metall.